# São Domingos (Guinea Bissau)
São Domingos és una vila i un sector de Guinea Bissau, situat a la regió de Cacheu. Té una superfície 1.035 kilòmetres quadrats. En 2008 comptava amb una població de 45.899 habitants. És famós per disposar d'un pas fronterer amb la vila de Mpack, al Senegal.